# 8810 Johnmcfarland
8810 Johnmcfarland è un asteroide della fascia principale. Scoperto nel 1982, presenta un'orbita caratterizzata da un semiasse maggiore pari a 3,0456705 UA e da un'eccentricità di 0,1752922, inclinata di 3,52761° rispetto all'eclittica.